# 煮こじ
煮こじ（にこじ）は、長野県東信地方やその周辺などで作られる煮物料理。長野県の家庭料理と位置づけられる。「おにこじ」とも呼ぶ。

## 概要
大根、人参、ジャガイモ、シイタケ、コンニャクなどを1センチメートル程度の拍子木切にして、油で炒め、醤油、砂糖、みりん、酒などで調味する。葬儀や法事などでは、人参は入れない。地域や家によっても調理法などが異なる。
佐久商工会議所は地域おこしのため、煮こじを蕎麦に乗せて提供する「煮こじ蕎麦」をPRしている。